# Étienne Evrard de Landrian
Pour les articles homonymes, voir Landrian.
Étienne Evrard de Landrian est un homme politique français né le 20 janvier 1740 à Bourmont (Haute-Marne) et décédé le 21 novembre 1817 à Outremécourt (Haute-Marne).

## Biographie
Il sert dans les cadets gentilshommes du roi Stanislas, puis fait les campagnes de la guerre de Sept Ans en Hanovre et Westphalie. Il prend sa retraite comme lieutenant colonel du régiment Dauphin-Infanterie. Président de l'administration du département de la Haute-Marne en 1790, il est député en 1791, démissionnant dès le 10 décembre pour protester contre les décrets sur les émigrés et les prêtres insermentés.

## Sources
- « Étienne Evrard de Landrian », dans Adolphe Robert et Gaston Cougny, Dictionnaire des parlementaires français, Edgar Bourloton, 1889-1891 [détail de l’édition]
- Annuaire de la Meurthe, 1836, p. 157.